# Brad Shepik
Brad Shepik, geboren als Brad Schoeppach (Walla Walla, 13 februari 1966) is een Amerikaanse jazzgitarist en componist die onder meer fusion speelt. He bespeelt ook de bağlama en de tambura. Hij is gevestigd in New York.

## Loopbaan
Brad Schoeppach veranderde zijn naam (wettelijk) aan het eind van de jaren negentig in Shepik. Shepik groeide op in Seattle en begon op zijn tiende gitaar te spelen, tevens speelde hij saxofoon. Hij studeerde aan Cornish College of the Arts (Bachelor, 1988) en aan New York University (Masters in Jazz performance en compositie). Hij kreeg les van onder meer Ralph Towner en John Abercrombie en hield zich jarenlang bezig met volksmuziek in landen en streken als de Balkan, Griekenland, het noorden en westen van Afrika, Turkije, Iran en het Midden-Oosten. In de jaren 90 leidde hij eigen groepen, sidemen waren onder meer Jim Black, Peter Epstein, Tony Scherr, Chris Speed, Skuli Sverrison en Kenny Wollesen. Hij had met Briggan Kraus (altsaxofonist) en Aaron Alexander (drums) een trio waarmee hij drie albums uitbracht in de periode 1993-1996, in 1996 toerde hij hiermee ook in Europa. In 1997 kwam hij met zijn eerste album onder eigen naam. Op deze en zijn volgende album richtte hij zich op muziek uit de Balkan en speelde hij niet alleen gitaar, maar ook de saz en de tambura. Met zijn trio met Tom Rainey (drums) en Scott Colley bracht hij in het begin van de 21ste eeuw twee platen uit. Met zijn orgeltrio met Rainey en Gary Versace (orgel) kwam hij met een goed ontvangen cd, in 2007. Hij componeerde een werk over de klimaatsverandering (de cd "Human Activity Suite"). In 2015 begon hij een duo met vibrafonist Tom Beckham (het album "Flower Starter"). Andere projecten die hij startte zijn de groep Rambler (met onder meer Chris Cheek) en de groep Balkan Peppers, die hij leidt met dumbek-speler Seido Salifoski. Tevens werkte hij als begeleider bij talloze musici, zoals Charlie Haden, Steve Swallow, Paul Motian, Dave Douglas, Matt Darriau, Charlie Haden, Carla Bley en Yuri Yunakov.
Shepik geeft les aan de New York-universiteit, het New England Conservatory en het City College of New York.

## Discografie (selectie)
als leider:
- The Loan, Songlines Recordings, 1997
- The Well, Songlines, 2000
- Places You Go, Songlines, 2007
- Human Activity Suite, Songlines, 2009
- Across the Way, Songlines, 2011
- Quartet 1991 (met Ron Samworth), 2016